# Brimmond Hill
Brimmond Hill är en kulle i Storbritannien.   Den ligger i kommunen Aberdeen City och riksdelen Skottland, i den norra delen av landet, 600 km norr om huvudstaden London. Toppen på Brimmond Hill är 148 meter över havet.
Terrängen runt Brimmond Hill är huvudsakligen platt. Runt Brimmond Hill är det mycket tätbefolkat, med 3 494 invånare per kvadratkilometer. Närmaste större samhälle är Aberdeen, 9,7 km sydost om Brimmond Hill. Runt Brimmond Hill är det i huvudsak tätbebyggt.